# Love Gun
Love Gun (с англ. — «Орудие Любви») — шестой студийный альбом американской хард-рок-группы Kiss, вышедший в 1977 году на лейбле Casablanca.

## Об альбоме
Love Gun — первый альбом Kiss, который включает песню с лидирующим вокалом Эйса Фрейли. Таким образом, это первый альбом Kiss, который включает вокальное исполнение всех четырёх участников. Также это последний студийный альбом, записанный с ударником Питером Криссом, которого сменил Энтон Фиг на записи альбома Dynasty.
Одноимённая песня «Love Gun» исполнялась на каждом концертном туре с момента выхода альбома. Автор и исполнитель песни Пол Стэнли отметил её как одну из любимых песен Kiss. На песню «Plaster Caster» группу вдохновила Синтия Албриттон, гипсолитейщица, которая отливала пенисы рок-звёзд. «Then She Kissed Me» — кавер-версия на классический поп-хит The Crystals «Then He Kissed Me».
Дизайном обложки занимался художник Кен Келли, который ранее уже создавал обложку для альбома Destroyer. На обложке альбома Джин Симмонс показывает «козу», что в дальнейшем стало для него поводом претендовать на «изобретение» этого жеста.
Love Gun является вторым альбомом группы, ставшим платиновым; впоследствии он достиг тройного платинового статуса.

### Love Bite
«Love Bite» была утерянной песней Питера Крисса и Стэна Пенриджа. Она не вышла в альбоме, однако демоверсию можно услышать на YouTube.

## Список композиций

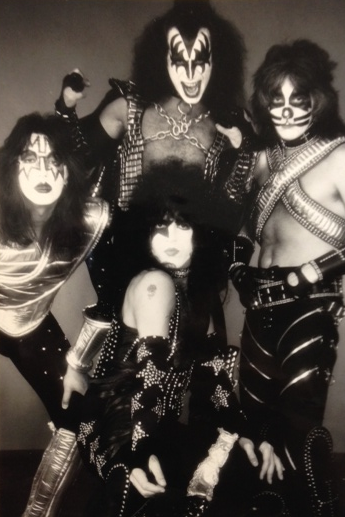
1977 год

| №                   | Название               | Автор(ы)            | Основной вокал      | Длительность |
| ------------------- | ---------------------- | ------------------- | ------------------- | ------------ |
| 1.                  | «I Stole Your Love»    | Пол Стэнли          | Стэнли              | 3:04         |
| 2.                  | «Christine Sixteen»    | Джин Симмонс        | Симмонс             | 3:14         |
| 3.                  | «Got Love for Sale»    | Симмонс             | Симмонс             | 3:29         |
| 4.                  | «Shock Me»             | Эйс Фрейли          | Фрейли              | 3:49         |
| 5.                  | «Tomorrow and Tonight» | Стэнли              | Стэнли              | 3:40         |
| Общая длительность: | Общая длительность:    | Общая длительность: | Общая длительность: | 17:16        |

| №                   | Название             | Автор(ы)                               | Основной вокал      | Длительность |
| ------------------- | -------------------- | -------------------------------------- | ------------------- | ------------ |
| 6.                  | «Love Gun»           | Стэнли                                 | Стэнли              | 3:18         |
| 7.                  | «Hooligan»           | Питер Крисс, Стэн Пэнридж              | Крисс               | 3:01         |
| 8.                  | «Almost Human»       | Симмонс                                | Симмонс             | 2:49         |
| 9.                  | «Plaster Caster»     | Симмонс                                | Симмонс             | 3:27         |
| 10.                 | «Then She Kissed Me» | Джефф Барри, Элли Гринвич, Фил Спектор | Стэнли              | 3:02         |
| Общая длительность: | Общая длительность:  | Общая длительность:                    | Общая длительность: | 15:37        |

| №                   | Название                                       | Автор(ы)            | Перевод             | Длительность |
| ------------------- | ---------------------------------------------- | ------------------- | ------------------- | ------------ |
| 1.                  | «Much Too Soon» (демо)                         | Симмонс             | Симмонс             | 3:23         |
| 2.                  | «Plaster Caster» (демо)                        | Симмонс             | Симмонс             | 3:35         |
| 3.                  | «Reputation» (демо)                            | Симмонс             | Симмонс             | 5:39         |
| 4.                  | «Love Gun» (обучающее демо)                    | Стэнли              |                     | 2:14         |
| 5.                  | «Love Gun» (демо)                              | Стэнли              | Стэнли              | 3:18         |
| 6.                  | «Gene Simmons Interview 1977»                  |                     |                     | 6:59         |
| 7.                  | «Tomorrow and Tonight» (инструментальное демо) | Стэнли              |                     | 3:46         |
| 8.                  | «I Know Who You Are»                           | Симмонс             | Симмонс             | 3:09         |
| 9.                  | «Love Gun» (Live in 1977)                      | Стэнли              | Стэнли              | 3:34         |
| 10.                 | «Christine Sixteen» (Live in 1977)             | Симмонс             | Симмонс             | 2:55         |
| 11.                 | «Shock Me» (Live in 1977)                      | Фрейли              | Фрейли              | 8:21         |
| Общая длительность: | Общая длительность:                            | Общая длительность: | Общая длительность: | 46:53        |

## Участники записи

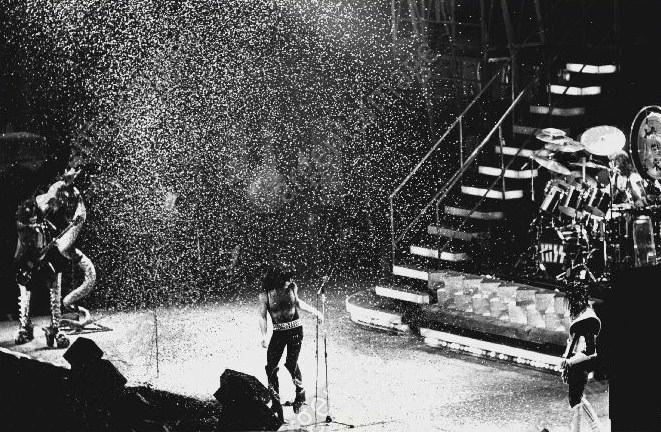

- Пол Стэнли — вокал, ритм-гитара, первое гитарное соло на «I Stole Your Love», бас-гитара на «Love Gun».
- Джин Симмонс — вокал, бас-гитара, ритм-гитара на «Got Love For Sale» и «Christine Sixteen».
- Эйс Фрэйли — соло-гитара, второе гитарное соло на «I Stole Your Love», все гитары и бас на «Shock Me», вокал
- Питер Крисс — ударные, перкуссия, вокал

Другие музыканты:
- Эдди Крамер — клавишные на «Christine Sixteen», «I Stole Your Love», «Love Gun» и "Tomorrow and Tonight"
- Таша Томас, Рэй Симпсон и Хильда Харрис − бэк-вокал на "Tomorrow and Tonight"[2]
- Джимми Мэлен - конга-барабан на "Almost Human"[3]

| Чарт     | Высшая Позиция |
| -------- | -------------- |
| США      | 4              |
| Япония   | 2              |
| Канада   | 3              |
| Швеция   | 6              |
| Германия | 18             |

## Чарты и сертификации
| Год  | Чарт       | Позиция |
| ---- | ---------- | ------- |
| 1977 | Pop Albums | 4       |

| Год  | Сингл               | Чарт        | Позиция |
| ---- | ------------------- | ----------- | ------- |
| 1977 | «Christine Sixteen» | Pop Singles | 25      |

| Год  | Сингл                | Чарт        | Позиция |
| ---- | -------------------- | ----------- | ------- |
| 1977 | «Christine Sixteen»  | Pop Singles | 99      |
| 1977 | «Then She Kissed Me» | Pop Singles | 78      |

| Год  | Сингл               | Чарт        | Позиция |
| ---- | ------------------- | ----------- | ------- |
| 1977 | «Christine Sixteen» | Pop Singles | 22      |
| 1977 | «Love Gun»          | Pop Singles | 41      |

| Год  | Сингл               | Чарт        | Позиция |
| ---- | ------------------- | ----------- | ------- |
| 1977 | «Christeen Sixteen» | Pop Singles | 46      |
| 1977 | «Love Gun»          | Pop Singles | 61      |

| Компания   | Сертификация       | Продажи   |
| ---------- | ------------------ | --------- |
| RIAA (США) | 3x Платиновый диск | 3,000,000 |